# 茨戸川
茨戸川（ばらとかわ、ばらとがわ）は、北海道の石狩平野を流れる河川で、石狩川水系の一級河川。札幌市、石狩市、当別町にまたがる三日月湖となっており全長は約20km。

## 地理
石狩川近くの「あいの里公園」付近の北海道札幌市と石狩郡当別町の境界から始まり、屈曲しながら西に膨らんだ三日月形を描く。途中、南から伏籠川が流入する。下流では石狩放水路を分け、志美（しび）運河を通じて石狩川に合流する。志美運河から東側を真勲別川(まくんべつがわ)と呼ぶ。実質的に茨戸川の延長であるが、現在は茨戸川の支流の扱いとなっている。
かつては石狩川の一部であったが、治水のために捷水路の建設が進められることになり、1918年（大正7年）に生振捷水路の建設が開始された。1931年（昭和6年）に生振捷水路が完成すると取り残された箇所を旧石狩川（きゅういしかりがわ）とし、1965年には志美運河分岐点から上流側を茨戸川、下流側を真勲別川と改称した。
雨が降らないかぎり流速はきわめて遅く、長い池の連なりに近い。ほとんどの場所で川幅は約400メートルだが、細い水路でつながる箇所がある。上流部に一見して別の三日月湖のようにしてあるのを上部湖盆 (2.9km)、観音橋につながる堤から東を中部湖盆 (5.8km)、観音橋より西を下部湖盆 (11.5km) と分けて呼ぶ。下部湖盆の延長にある真勲別川が2.0kmで、これまであわせると長さは22.2kmとなる。
流路の大半は石狩市に属し、上流で札幌市北区との境界になる。茨戸川、真勲別川、石狩川で囲まれる地区を生振（おやふる）という。川の西は花川といい石狩市の中心街、北西は石狩工業団地、南に畑地だが札幌の市街が近くまで迫っている。

## 利水
茨戸川は古くから漁業に利用されてきた。釣り人も多く、冬には凍った川でワカサギが釣れる。ワカサギ釣りの名所であるほかボート競技の会場としても知られる。

## 環境
戦前の治水工事によって石狩川から切り離されたために流れがほぼ止まり、1970年代以降になると周辺の宅地化とともに生活排水などで水質が悪化した。現在でも札幌市の下水の30%は茨戸川に排出される。茨戸処理場、拓北処理場、創成川処理場、伏籠川処理場の四つの処理場からの水が直接あるいは支流経由で流れ込む。下水処理場設置によって水質は改善したが、今も注意を要するとされている。
2002年度から創成川、石狩川、豊平川の水を茨戸川に引き入れる水質改善事業が進められている。
ナマズ、フナなど国内外来種が多く見られる時もある。

## 支流
- 福移堤内排水路
- 拓北川 - トンネウス沼
- （川） - ペケレット湖
- 篠路川

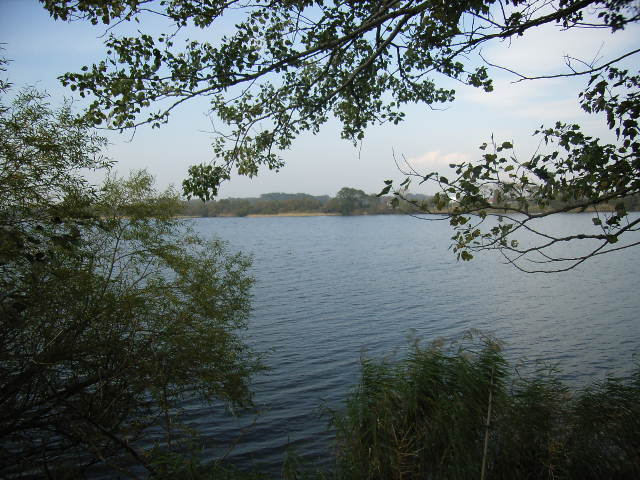
茨戸川中部湖盆（2004年10月）

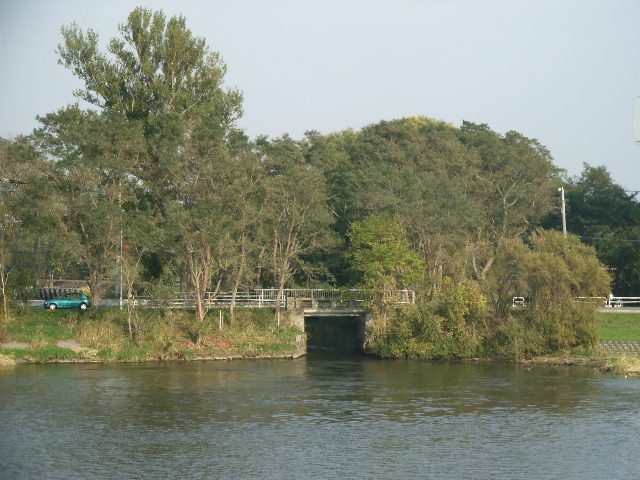
茨戸川下部湖盆と観音橋（2004年10月）

- 伏籠川（伏篭川） - 発寒川、創成川、篠路新川
- 石狩放水路（分流）
- 真勲別川

## 橋梁
- 生振大橋（おやふる） - 国道337号
- パラト中島橋 - 東茨戸緑地広場がある中州に通じる。
- 観音橋 - 北海道道508号矢臼場札幌線
- 茨戸大橋 - 国道231号
- 花畔大橋（ばんなぐろ） - 国道337号